# Wilhelm Geiger
Wilhelm Geiger este o companie germană care activează în domeniul construcțiilor civile și industriale.
Compania are ca obiecte de activitate domeniile de exploatare de roci și pământuri, construcții și tehnica protejării mediului înconjurător, precum și de construcții la cheie, construcții civile și industriale, management de proiecte, tehnici de canalizare, construcții subterane și de drumuri.
Societatea familiei Geiger a fost înființată în anul 1923 în localitatea germană Oberstdorf de către Wilhelm Geiger și în prezent este condusă de a treia generație.

## Geiger în România
Compania este prezentă în România din 1993 și dispune de patru centre situate în București, Sibiu, Târgu Mureș și Bistrița, și are activități în exploatarea de roci și pământuri, construcții și tehnică de protejare a mediului inconjurător.
Geiger Group Romania mai deține stații de asfalt în Sibiu, Bistrița și Târgu Mureș.
În octombrie 2007, compania a deschis o nouă fabrică de pietriș la Petelea în județul Mureș.
Cifra de afaceri în 2006: 32 milioane euro